# Analyse intégrative du rêve-éveillé
 (juin 2019).
Si vous disposez d'ouvrages ou d'articles de référence ou si vous connaissez des sites web de qualité traitant du thème abordé ici, merci de compléter l'article en donnant les références utiles à sa vérifiabilité et en les liant à la section « Notes et références ».
L'analyse intégrative du rêve-éveillé (AIRE) est un des courants de la pratique du rêve-éveillé en psychothérapie. Cette pratique permet un travail en profondeur sur trois années en moyenne.

## Historique
Ce courant a été créé en France en 2002 par Jean-Marc Henriot, psychologue, psychanalyste, alors membre du Groupe international du rêve-éveillé en psychanalyse (GIREP), créateur des Groupes d'entraide psychologique (GEP).

## Description
Des techniques de thérapie brève sont utilisées dans les premières séances afin de régler les problèmes urgents. Ce travail participe à l'instauration de l'alliance thérapeutique (join-in).
À la suite, éventuellement, des séances de travail sont consacrées au "schéma destructeur interne" (SDI) : repérage et désamorçage des forces sabotrices internes et non conscientes.
Le cœur de la pratique est la mise en place du cadre thérapeutique avec le rêve-éveillé :
- installation du patient sur le divan pour la suite de la cure ;
- séances de rêve-éveillé proprement dites suivies d'une ou plusieurs séances de mise en lien : le patient associe aux images du rêve-éveillé ses liens avec son vécu actuel et son histoire, ses rêves nocturnes, ses fantasmes, ainsi que la littérature, le cinéma, l'art en général.

## Textes de référence
La pratique s'appuie sur les antécédents suivants :
- techniques en thérapie brève issues de l'Ecole de Palo-Alto, de la thérapie brève centrée sur la solution et de la programmation neuro-linguistique ;
- concepts de l'analyse transactionnelle ;
- fondamentaux de l'approche centrée sur la personne (travaux de Carl Rogers) ;
- théories et clinique de la psychanalyse, en particulier les travaux de l'École anglaise (Melanie Klein, Donald W. Winnicott et Wilfred R. Bion) et leurs homologues français (Didier Anzieu, André Green & René Roussillon) ;
- apports de la psychologie analytique (Carl Gustav Jung) ;
- héritage des travaux sur le rêve-éveillé depuis Robert Desoille.

L'analyse intégrative du rêve-éveillé fait partie du courant de la psychothérapie intégrative analytique.

## Buts
On vise à la transformation des images qui permet dans un même mouvement :
- un processus de restauration psychique :
  - retrouver les traumatismes et sortir de la répétition inconsciente de ceux-ci ;
  - reconnaître les identifications et conserver celles qui nous correspondent ;
  - renforcer le narcissisme de base et le contenant psychique interne ;
- une dynamique de réalisation personnelle :
  - découverte de son chemin de vie ;
  - meilleure prise en charge autonome de son enfant interne ;
  - capacité accrue à écouter les messages de son inconscient.

## Le troisième pôle et la relation d'équivalence
L'analyse intégrative du rêve-éveillé trouve sa spécificité dans une définition du rêve-éveillé comme élément pivot de la cure, loin d'être un simple outil thérapeutique. Il devient le troisième pôle de la cure, patient et thérapeute formant les deux premiers.
Ainsi le rêve-éveillé est appelé à accueillir une grande partie du  transfert du patient, ce qui représente une caractéristique facilitatrice pour la bonne évolution de la cure. Il permet de gérer plus aisément deux points majeurs du travail thérapeutique :
1. le poids du  transfert négatif, délicat dans toute cure analytique ; le thérapeute objet de ce type de transfert ne peut guère intervenir sans être disqualifié puisqu'il est considéré comme "mauvais (objet)". Cela entraîne un risque d'arrêt de la cure par le patient, ou son allongement dans l'attente que le négatif se résorbe progressivement et interprétativement. En cure AIRE, dans de nombreux cas, une partie importante du transfert négatif est drainée vers le rêve-éveillé et apparaît sous forme symbolique ; le transfert négatif trouve une voie d'élaboration et d'expression dans cet espace. De ce fait, le transfert négatif sur le thérapeute AIRE reste minimal ;
2. la répétition des "jeux relationnels" (cf. analyse transactionnelle). Le thérapeute ainsi libéré des intrications relationnelles du transfert dispose d'une certaine liberté pour ses interventions. La gestion de son contre-transfert lui permet de ne "pas jouer le jeu" apporté inconsciemment par le patient. Le thérapeute peut, de ce fait, garder harmonieusement la bonne distance vis-à-vis du patient et le bon rythme. Progressivement cette expérience s'introjette[Quoi ?] chez le patient et rectifie les imagos toxiques.

Pour le thérapeute, vis-à-vis du patient, existe le projet "d'une relation d'équivalence". Ceci désigne le fait que le thérapeute ne se situe pas en "position haute", et ce dès le début de la cure (même lors des temps de thérapie brève, les consignes sont motivées par le patient lui-même). Au cours des séances de mise en lien, le thérapeute et le patient cherchent ensemble ce que peut signifier tel ou tel élément symbolique du rêve-éveillé. Le thérapeute veille à ce que le patient apporte et s'approprie les éléments d'interprétation de son rêve-éveillé, ils donnent en commun du sens au rêve-éveillé, ainsi qu'aux rêves de sommeil, et qu'à tout le reste des expressions du patient. Le travail à l'aide du rêve-éveillé favorise un type d'interprétation métaphorique, qui permet une meilleure fonctionnalité du pré-conscient.